# Лема Гензеля
Нехай {\displaystyle f(x)} — це многочлен з цілими (або p-адичними цілими) коефіцієнтами, нехай m, k це додатні цілі такі, що m ≤ k.  Якщо r є цілим таким, що
{\displaystyle f(r)\equiv 0{\pmod {p^{k}}}} і {\displaystyle f'(r)\not \equiv 0{\pmod {p}}}
тоді існує ціле s таке, що
{\displaystyle f(s)\equiv 0{\pmod {p^{k+m}}}} і {\displaystyle r\equiv s{\pmod {p^{k}}}.}
І також, таке s єдине за модулем pk+m і його можна обчислити як таке ціле
{\displaystyle s=r-f(r)\cdot a} де {\displaystyle a} це ціле, що задовольняє {\displaystyle a\equiv [f'(r)]^{-1}{\pmod {p^{m}}}.}
Зауважимо, що {\displaystyle f(r)\equiv 0{\pmod {p^{k}}}} так, що дотримується умова {\displaystyle s\equiv r{\pmod {p^{k}}}.}  Додатково зазначимо, що якщо {\displaystyle f'(r)\equiv 0{\pmod {p}}}, тоді можливо мати 0, 1 чи декілька s.

### Виведення
Виведення леми розглядає розклад у ряд Тейлора функції {\displaystyle f} в околі {\displaystyle r.}  З {\displaystyle r\equiv s{\pmod {p^{k}}}} ми бачимо, що s повинно мати таку форму {\displaystyle s=r+tp^{k}} для деякого цілого {\displaystyle t.}
Нехай  {\displaystyle f(r+tp^{k})=\sum _{n=0}^{N}c_{n}\ \left(tp^{k}\right)^{n}}, де {\displaystyle c_{0}=f(r),\,c_{1}=f'(r)}, отже
{\displaystyle f(r+tp^{k})=f(r)+t\,p^{k}\,f'(r)+p^{2k}\,t^{2}\,g(t)} для деякого многочлена {\displaystyle g(t)} з цілими коефіцієнтами.
Ділячи обидві частини за модулем {\displaystyle p^{k+m},m\leq k}, ми бачимо, що для того, щоб виконувалось {\displaystyle f(s)\equiv 0{\pmod {p^{k+m}}}}, нам треба
{\displaystyle 0\equiv f(r+tp^{k})\equiv f(r)+t\,p^{k}\,f'(r){\pmod {p^{k+m}}}}
Тоді ми зауважимо, що {\displaystyle f(r)=zp^{k}} для деякого цілого {\displaystyle z} оскільки  {\displaystyle r} є коренем {\displaystyle f(x)\equiv 0{\pmod {p^{k}}}}.  Таким чином,
{\displaystyle 0\equiv (z+tf'(r))p^{k}{\pmod {p^{k+m}}}},
тобто
{\displaystyle 0\equiv z+tf'(r){\pmod {p^{m}}}.}
Розв'язуючи для {\displaystyle t} у {\displaystyle \mathbb {Z} /p^{m}\mathbb {Z} } отримуємо згадану вище формулу для {\displaystyle s.}  Припущення, що {\displaystyle f'(r)} не ділиться на p гарантує, що {\displaystyle f'(r)} має унікальне обернене за модулем {\displaystyle p^{m}.}  Отже, розв'язок для t існує і єдиний за модулем {\displaystyle p^{m}} і {\displaystyle s} існує і єдине за модулем {\displaystyle p^{k+m}}.

## Наслідки
- Якщо {\displaystyle f'(r)\equiv 0{\pmod {p}}} і {\displaystyle r} є розв'язком {\displaystyle f(x)\equiv 0{\pmod {p^{k+1}}},} тоді {\displaystyle r} підіймається до {\displaystyle s=r+tp} для всіх цілих {\displaystyle 0\leq t\leq p-1.} Отже, {\displaystyle r} підіймається до {\displaystyle p} відмінних розв'язків {\displaystyle f(x)\equiv 0{\pmod {p^{k+1}}}.}
- Якщо {\displaystyle f'(r)\equiv 0{\pmod {p}},} але {\displaystyle r} не є розв'язком {\displaystyle f(x)\equiv 0{\pmod {p^{k+1}}},} тоді {\displaystyle r} не підіймається до якогось розв'язку {\displaystyle f(x)\equiv 0{\pmod {p^{k+1}}}.} Отже, якщо {\displaystyle f(x)\equiv 0{\pmod {p^{k+1}}}} має розв'язки, то жоден з них не лежить над {\displaystyle r.}[1]

## Приклад
Розв'язати конгруентність {\displaystyle x^{2}\equiv -1\mod 125.} Тобто {\displaystyle f(x)=x^{2}+1,f'(x)=2x.}
За модулем 5: {\displaystyle 2^{2}\equiv -1\mod 5,} тому покладемо {\displaystyle r=2.} {\displaystyle f'(r)\equiv 4\mod 5,} отже {\displaystyle a=-1.}
{\displaystyle {\begin{aligned}r_{1}&=2\mod 5\\r_{2}&=r_{1}-f(r_{1})\cdot a\mod 25\\&=2-(5)\cdot (-1)\mod 25\\&=7\mod 25\\r_{3}&=r_{2}-f(r_{2})\cdot a\mod 125\\&=7-(50)\cdot (-1)\mod 125\\&=57\mod 125\\\end{aligned}}}